# Diocesi di Zigana
La diocesi di Zigana (in latino Dioecesis Zyganensis) è una sede soppressa e sede titolare della Chiesa cattolica.

## Storia
Zigana, identificabile con Kobuleti in Georgia, è un'antica sede vescovile della regione della Lazica (Colchide), suffraganea dell'arcidiocesi di Fasi.
La diocesi è documentata nelle Notitiae episcopatuum del patriarcato di Costantinopoli dal VII al IX secolo. Unico vescovo noto di questa diocesi è Faustino, che prese parte al concilio in Trullo del 692.
Dal 1933 Zigana è annoverata tra le sedi vescovili titolari della Chiesa cattolica; la sede finora non è mai stata assegnata.

## Cronotassi dei vescovi greci
- Faustino † (menzionato nel 692)